# La casa che brucia
La casa che brucia è un film muto italiano del 1919, diretto da Mario Corsi.

## Trama
Adelaide, sposata con Giovanni, è moglie serena in una famiglia agiata e madre felice di una bambina. Ma Eugenio, un giovane amico di famiglia inizia a farle la corte ed alla fine lei gli cede ed inizia con lui una relazione. Francesca, fidanzata con Eugenio, scopre la tresca e accecata dalla gelosia fa scoppiare lo scandalo. Adelaide perde l'affetto del marito, viene allontanata dalla casa e dalla bambina e per la disperazione si ammala di un morbo che la renderà cieca. Solo alla fine del suo dramma troverà il perdono del marito.

## Produzione
La casa che brucia venne prodotto nella primavera del 1919 dalla "Tespi Film", dopo che questa casa di produzione aveva cambiato assetto societario con il subentro nella direzione artistica di un gruppo di letterati attivi nella capitale che avevano deciso di impegnarsi nel cinema, il che aveva provocato l'allontanamento di Ugo Falena che aveva diretto tutte le pellicole prodotte dall'azienda romana nella sua prima fase di vita.
Tra i nuovi entrati vi erano Arnaldo Frateili, l'ex attore Enrico Roma, lo scrittore Umberto Fracchia e Mario Corsi, mentre a Tomaso Monicelli era stata affidata la direzione di una testata, il mensile In penombra, che, benché "house horgan" dell'azienda, affrontava nei propri articoli anche temi di moda, attualità artistica e vita mondana. Monicelli, che veniva dal teatro (un suo testo, Il viandante aveva ricevuto un premio governativo) scrisse per la "Tespi" alcuni soggetti, tra cui questa Casa che brucia che fu il secondo film prodotto dall'azienda dopo il cambio di gestione.

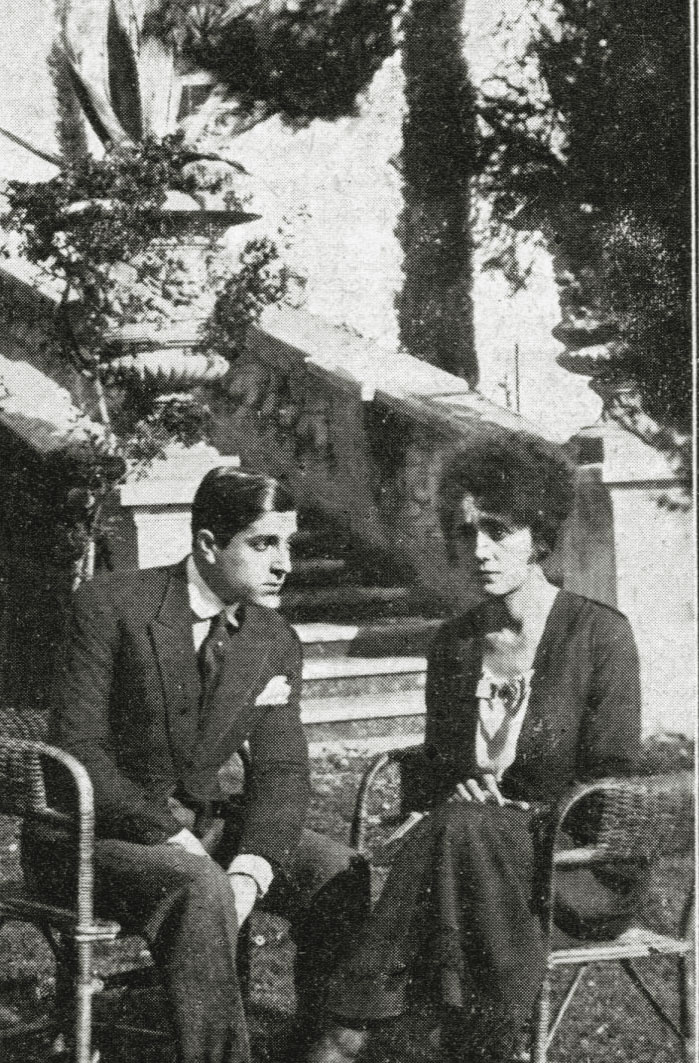
Pietro Pezzullo e Lina Millefleurs

Il mutamento degli assetti societari aveva comportato anche un avvicendamento di interpreti. Le Bellincioni (madre e figlia) se ne erano andate ed al loro posto erano arrivate altre artiste. Tra esse la cantante milanese Lina Millefleurs, passata in questa occasione al cinema, e l'attrice siciliana Rina Calabria, che furono subito impiegate quali protagoniste di questa pellicola Il film venne realizzato nell'impianto di produzione della Tespi a Villa Flora in via Forlì, nel quartiere Nomentano.

## Accoglienza
Nonostante avesse ottenuto il visto di censura nel maggio 1919, La casa che brucia venne distribuito nelle sale solo diversi mesi dopo, tra il novembre ed il dicembre dello stesso anno. Era stato presentato come «un dramma prettamente cinematografico, suddiviso in 4 parti, privo di ogni fronzolo superfluo, serrato incisivo e ricco di umanità [per cui] Monicelli ha voluto che esso non fosse reso da didascalie più o meno sapienti, ma da passioni espresse», anche se va precisato che questa incoraggiante descrizione era apparsa su In penombra, cioè proprio sul periodico legato alla stessa "Tespi film".
Ma quando il film uscì nelle sale i riscontri della critica non furono molto positivi. Secondo uno dei pochi commenti disponibili si trattò di «un film senza infamia e senza lode, favola delle non più originali e neanche resa in modo originale con l'eterno terzetto lui-lei-l'altro. Lungi dal destare interesse il piccolo dramma annoia e stanca»
Della produzione "Tespi" non sono molte le pellicole sopravvissute. La casa che brucia non risulta attualmente tra esse ed è quindi considerato perduto.